# Municipio de Union (condado de Calhoun)
El municipio de Union (en inglés: Union Township) es un municipio ubicado en el condado de Calhoun en el estado estadounidense de Iowa. En el año 2010 tenía una población de 468 habitantes y una densidad poblacional de 5,09 personas por km².

## Geografía
El municipio de Union se encuentra ubicado en las coordenadas 42°15′10″N 94°34′16″O / 42.25278, -94.57111. Según la Oficina del Censo de los Estados Unidos, el municipio tiene una superficie total de 91.98 km², de la cual 91,98 km² corresponden a tierra firme y (0 %) 0 km² es agua.

## Demografía
Según el censo de 2010, había 468 personas residiendo en el municipio de Union. La densidad de población era de 5,09 hab./km². De los 468 habitantes, el municipio de Union estaba compuesto por el 98,08 % blancos, el 0,43 % eran amerindios, el 0,64 % eran de otras razas y el 0,85 % eran de una mezcla de razas. Del total de la población el 1,07 % eran hispanos o latinos de cualquier raza.